# Lista de presidentes do Sport Club Internacional
Esta é a lista de presidentes do Sport Club Internacional.
Alessandro Barcellos é o 54.º presidente eleito a comandar o clube, pelo triênio 2021/2022/2023, e reeleito para o triênio 2024/2025/2026.
A eleição 2023 bateu o recorde nacional no número de votantes em pleitos de clubes. O pleito realizado em 9 de dezembro de 2023 contou com a participação de cerca de 29 800 sócios(as), totalizando cerca de 50,8% dos 58 629 aptos, montante que votou de forma virtual ao longo do dia pelo site oficial do clube, ou de forma presencial no Ginásio Gigantinho.
| Presidente                   | Período   | Fonte       |
| João Leopoldo Seferin        | 1909      |             |
| Henrique Poppe Leão          | 1910      |             |
| Washington Martins           | 1911      |             |
| Júlio Seelig                 | 1912–1914 |             |
| Felipe Silla                 | 1915      |             |
| Heitor Carneiro              | 1916–1918 |             |
| João Alberto Lahorgue        | 1918      |             |
| Antônio Vieira Pires         | 1919      |             |
| Antenor Lemos                | 1920–1922 |             |
| Heitor Carneiro              | 1923      |             |
| Ripper Monteiro              | 1923      |             |
| Antônio Porto Júnior         | 1924      |             |
| Oto Petersen                 | 1925      |             |
| Antenor Lemos                | 1926      |             |
| Oscar Borba                  | 1927      |             |
| Edelberto Mendonça           | 1928      |             |
| Ildo Meneghetti              | 1929–1933 |             |
| Santiago Borba               | 1934      |             |
| Ildo Meneghetti              | 1934      |             |
| Cícero Ahrends               | 1935      |             |
| Milton Soares                | 1936      |             |
| Iracy Salgado Freire         | 1937      |             |
| Ildo Meneghetti              | 1938      |             |
| Willy Teichmann              | 1939      |             |
| Hoche de Almeida Barros      | 1940      |             |
| Milton Soares                | 1941      |             |
| Miguel Genta                 | 1942      |             |
| Abelard Jacques Noronha      | 1943–1944 |             |
| Afonso Paulo Feijó           | 1945      |             |
| Isaac Cruz                   | 1946      |             |
| Paulinho de Vargas Vares     | 1947      |             |
| Pedro Machado Moreira        | 1948      |             |
| Joaquim Difini               | 1949      |             |
| Milton Soares                | 1950      |             |
| Ephraim Pinheiro Cabral      | 1951–1952 |             |
| Salvador Lopumo              | 1953–1955 |             |
| Manoel Tavares da Silva      | 1956      |             |
| Ítalo José Michelin          | 1957      |             |
| Gildo Russowski              | 1958      |             |
| Frederico Arnaldo Ballvé     | 1959      |             |
| Ephraim Pinheiro Cabral      | 1960      |             |
| Luís Fagundes de Mello       | 1961–1963 |             |
| Salvador Lopumo              | 1964      |             |
| Manoel Braga Gastal          | 1965      |             |
| Ephraim Pinheiro Cabral      | 1966–1967 |             |
| José Alexandre Zachia        | 1968      |             |
| Carlos Stechmann             | 1969–1973 |             |
| Eraldo Herrmann              | 1974–1975 |             |
| Frederico Arnaldo Ballvé     | 1976–1977 |             |
| Marcelo Feijó                | 1978–1979 |             |
| José Asmuz                   | 1980–1981 |             |
| Arthur Dallegrave            | 1982–1983 |             |
| Roberto Borba                | 1984–1985 |             |
| Gilberto Medeiros            | 1986–1987 |             |
| Pedro Paulo Zachia           | 1988–1989 |             |
| José Asmuz                   | 1990–1993 |             |
| Pedro Paulo Zachia           | 1994–1997 |             |
| Paulo Rogério Amoretty Souza | 1998–1999 |             |
| Jarbas Lima                  | 2000      |             |
| Fernando Miranda             | 2001      |             |
| Fernando Carvalho            | 2002–2006 |             |
| Vitório Piffero              | 2007–2010 |             |
| Giovanni Luigi               | 2011–2014 |             |
| Vitório Piffero              | 2015–2016 | [ 4 ]       |
| Marcelo Medeiros             | 2017–2020 | [ 5 ]       |
| Alessandro Barcellos         | 2021-     | [ 1 ] [ 2 ] |